# Вариант (шахматная композиция)
Вариа́нт (англ. variation), в шахматной композиции — совокупность последовательных ходов чёрных и белых, завершаемая выполнением условия задачи или этюда. В зависимости от возможностей противника может иметь несколько разветвлений. Различают:
- Тематический вариант (идейный, главный, центральный, авторский) — вариант, в котором воплощён авторский замысел.
- Дополнительный вариант — вариант, не относящийся к авторскому замыслу, но содержащий достаточно интересные нюансы.
- Технический вариант — вариант без каких-либо интересных нюансов, но необходимый для устранения тех или иных дефектов.

## Примеры
|   | a                                                                     | b                                                                     | c                                                                     | d                                                                     | e                                                                     | f                                                                     | g                                                                     | h                                                                     |   |
| - | --------------------------------------------------------------------- | --------------------------------------------------------------------- | --------------------------------------------------------------------- | --------------------------------------------------------------------- | --------------------------------------------------------------------- | --------------------------------------------------------------------- | --------------------------------------------------------------------- | --------------------------------------------------------------------- | - |
| 8 | h8 белый король · a6 чёрный король · c6 белая пешка · h5 чёрная пешка | h8 белый король · a6 чёрный король · c6 белая пешка · h5 чёрная пешка | h8 белый король · a6 чёрный король · c6 белая пешка · h5 чёрная пешка | h8 белый король · a6 чёрный король · c6 белая пешка · h5 чёрная пешка | h8 белый король · a6 чёрный король · c6 белая пешка · h5 чёрная пешка | h8 белый король · a6 чёрный король · c6 белая пешка · h5 чёрная пешка | h8 белый король · a6 чёрный король · c6 белая пешка · h5 чёрная пешка | h8 белый король · a6 чёрный король · c6 белая пешка · h5 чёрная пешка | 8 |
| 7 | h8 белый король · a6 чёрный король · c6 белая пешка · h5 чёрная пешка | h8 белый король · a6 чёрный король · c6 белая пешка · h5 чёрная пешка | h8 белый король · a6 чёрный король · c6 белая пешка · h5 чёрная пешка | h8 белый король · a6 чёрный король · c6 белая пешка · h5 чёрная пешка | h8 белый король · a6 чёрный король · c6 белая пешка · h5 чёрная пешка | h8 белый король · a6 чёрный король · c6 белая пешка · h5 чёрная пешка | h8 белый король · a6 чёрный король · c6 белая пешка · h5 чёрная пешка | h8 белый король · a6 чёрный король · c6 белая пешка · h5 чёрная пешка | 7 |
| 6 | h8 белый король · a6 чёрный король · c6 белая пешка · h5 чёрная пешка | h8 белый король · a6 чёрный король · c6 белая пешка · h5 чёрная пешка | h8 белый король · a6 чёрный король · c6 белая пешка · h5 чёрная пешка | h8 белый король · a6 чёрный король · c6 белая пешка · h5 чёрная пешка | h8 белый король · a6 чёрный король · c6 белая пешка · h5 чёрная пешка | h8 белый король · a6 чёрный король · c6 белая пешка · h5 чёрная пешка | h8 белый король · a6 чёрный король · c6 белая пешка · h5 чёрная пешка | h8 белый король · a6 чёрный король · c6 белая пешка · h5 чёрная пешка | 6 |
| 5 | h8 белый король · a6 чёрный король · c6 белая пешка · h5 чёрная пешка | h8 белый король · a6 чёрный король · c6 белая пешка · h5 чёрная пешка | h8 белый король · a6 чёрный король · c6 белая пешка · h5 чёрная пешка | h8 белый король · a6 чёрный король · c6 белая пешка · h5 чёрная пешка | h8 белый король · a6 чёрный король · c6 белая пешка · h5 чёрная пешка | h8 белый король · a6 чёрный король · c6 белая пешка · h5 чёрная пешка | h8 белый король · a6 чёрный король · c6 белая пешка · h5 чёрная пешка | h8 белый король · a6 чёрный король · c6 белая пешка · h5 чёрная пешка | 5 |
| 4 | h8 белый король · a6 чёрный король · c6 белая пешка · h5 чёрная пешка | h8 белый король · a6 чёрный король · c6 белая пешка · h5 чёрная пешка | h8 белый король · a6 чёрный король · c6 белая пешка · h5 чёрная пешка | h8 белый король · a6 чёрный король · c6 белая пешка · h5 чёрная пешка | h8 белый король · a6 чёрный король · c6 белая пешка · h5 чёрная пешка | h8 белый король · a6 чёрный король · c6 белая пешка · h5 чёрная пешка | h8 белый король · a6 чёрный король · c6 белая пешка · h5 чёрная пешка | h8 белый король · a6 чёрный король · c6 белая пешка · h5 чёрная пешка | 4 |
| 3 | h8 белый король · a6 чёрный король · c6 белая пешка · h5 чёрная пешка | h8 белый король · a6 чёрный король · c6 белая пешка · h5 чёрная пешка | h8 белый король · a6 чёрный король · c6 белая пешка · h5 чёрная пешка | h8 белый король · a6 чёрный король · c6 белая пешка · h5 чёрная пешка | h8 белый король · a6 чёрный король · c6 белая пешка · h5 чёрная пешка | h8 белый король · a6 чёрный король · c6 белая пешка · h5 чёрная пешка | h8 белый король · a6 чёрный король · c6 белая пешка · h5 чёрная пешка | h8 белый король · a6 чёрный король · c6 белая пешка · h5 чёрная пешка | 3 |
| 2 | h8 белый король · a6 чёрный король · c6 белая пешка · h5 чёрная пешка | h8 белый король · a6 чёрный король · c6 белая пешка · h5 чёрная пешка | h8 белый король · a6 чёрный король · c6 белая пешка · h5 чёрная пешка | h8 белый король · a6 чёрный король · c6 белая пешка · h5 чёрная пешка | h8 белый король · a6 чёрный король · c6 белая пешка · h5 чёрная пешка | h8 белый король · a6 чёрный король · c6 белая пешка · h5 чёрная пешка | h8 белый король · a6 чёрный король · c6 белая пешка · h5 чёрная пешка | h8 белый король · a6 чёрный король · c6 белая пешка · h5 чёрная пешка | 2 |
| 1 | h8 белый король · a6 чёрный король · c6 белая пешка · h5 чёрная пешка | h8 белый король · a6 чёрный король · c6 белая пешка · h5 чёрная пешка | h8 белый король · a6 чёрный король · c6 белая пешка · h5 чёрная пешка | h8 белый король · a6 чёрный король · c6 белая пешка · h5 чёрная пешка | h8 белый король · a6 чёрный король · c6 белая пешка · h5 чёрная пешка | h8 белый король · a6 чёрный король · c6 белая пешка · h5 чёрная пешка | h8 белый король · a6 чёрный король · c6 белая пешка · h5 чёрная пешка | h8 белый король · a6 чёрный король · c6 белая пешка · h5 чёрная пешка | 1 |
|   | a                                                                     | b                                                                     | c                                                                     | d                                                                     | e                                                                     | f                                                                     | g                                                                     | h                                                                     |   |

Решение:

1.Kpg7! h4

2.Kpf6 Kpb6

2…h3 3.Kpe7(е6) h2 4.c7 Kpb7 5.Kpd7(d8) — вариант технический, небезупречный.

3.Kpe5! Kр:c6

Дополнительный вариант — 3…h3 4.Kpd6 h2 5.c7 Kpb7 6.Kpd7 h1Ф 7.с8Ф+ с ничьей.

4.Kpf4 h3 5.Kpg3 ничья.

В главном варианте белый король догнал чёрную пешку, что в начале этюда казалось совершенно невероятным!
|   | a | b | c | d | e | f | g | h |   |
| - | --- | --- | --- | --- | --- | --- | --- | --- | - |
| 8 | e7 чёрная ладья · g7 чёрный конь · a5 белый ферзь · f5 белый конь · f4 чёрный король · d3 белая пешка · f3 белый конь · h3 белый король · h2 чёрный конь · h1 белый слон | e7 чёрная ладья · g7 чёрный конь · a5 белый ферзь · f5 белый конь · f4 чёрный король · d3 белая пешка · f3 белый конь · h3 белый король · h2 чёрный конь · h1 белый слон | e7 чёрная ладья · g7 чёрный конь · a5 белый ферзь · f5 белый конь · f4 чёрный король · d3 белая пешка · f3 белый конь · h3 белый король · h2 чёрный конь · h1 белый слон | e7 чёрная ладья · g7 чёрный конь · a5 белый ферзь · f5 белый конь · f4 чёрный король · d3 белая пешка · f3 белый конь · h3 белый король · h2 чёрный конь · h1 белый слон | e7 чёрная ладья · g7 чёрный конь · a5 белый ферзь · f5 белый конь · f4 чёрный король · d3 белая пешка · f3 белый конь · h3 белый король · h2 чёрный конь · h1 белый слон | e7 чёрная ладья · g7 чёрный конь · a5 белый ферзь · f5 белый конь · f4 чёрный король · d3 белая пешка · f3 белый конь · h3 белый король · h2 чёрный конь · h1 белый слон | e7 чёрная ладья · g7 чёрный конь · a5 белый ферзь · f5 белый конь · f4 чёрный король · d3 белая пешка · f3 белый конь · h3 белый король · h2 чёрный конь · h1 белый слон | e7 чёрная ладья · g7 чёрный конь · a5 белый ферзь · f5 белый конь · f4 чёрный король · d3 белая пешка · f3 белый конь · h3 белый король · h2 чёрный конь · h1 белый слон | 8 |
| 7 | e7 чёрная ладья · g7 чёрный конь · a5 белый ферзь · f5 белый конь · f4 чёрный король · d3 белая пешка · f3 белый конь · h3 белый король · h2 чёрный конь · h1 белый слон | e7 чёрная ладья · g7 чёрный конь · a5 белый ферзь · f5 белый конь · f4 чёрный король · d3 белая пешка · f3 белый конь · h3 белый король · h2 чёрный конь · h1 белый слон | e7 чёрная ладья · g7 чёрный конь · a5 белый ферзь · f5 белый конь · f4 чёрный король · d3 белая пешка · f3 белый конь · h3 белый король · h2 чёрный конь · h1 белый слон | e7 чёрная ладья · g7 чёрный конь · a5 белый ферзь · f5 белый конь · f4 чёрный король · d3 белая пешка · f3 белый конь · h3 белый король · h2 чёрный конь · h1 белый слон | e7 чёрная ладья · g7 чёрный конь · a5 белый ферзь · f5 белый конь · f4 чёрный король · d3 белая пешка · f3 белый конь · h3 белый король · h2 чёрный конь · h1 белый слон | e7 чёрная ладья · g7 чёрный конь · a5 белый ферзь · f5 белый конь · f4 чёрный король · d3 белая пешка · f3 белый конь · h3 белый король · h2 чёрный конь · h1 белый слон | e7 чёрная ладья · g7 чёрный конь · a5 белый ферзь · f5 белый конь · f4 чёрный король · d3 белая пешка · f3 белый конь · h3 белый король · h2 чёрный конь · h1 белый слон | e7 чёрная ладья · g7 чёрный конь · a5 белый ферзь · f5 белый конь · f4 чёрный король · d3 белая пешка · f3 белый конь · h3 белый король · h2 чёрный конь · h1 белый слон | 7 |
| 6 | e7 чёрная ладья · g7 чёрный конь · a5 белый ферзь · f5 белый конь · f4 чёрный король · d3 белая пешка · f3 белый конь · h3 белый король · h2 чёрный конь · h1 белый слон | e7 чёрная ладья · g7 чёрный конь · a5 белый ферзь · f5 белый конь · f4 чёрный король · d3 белая пешка · f3 белый конь · h3 белый король · h2 чёрный конь · h1 белый слон | e7 чёрная ладья · g7 чёрный конь · a5 белый ферзь · f5 белый конь · f4 чёрный король · d3 белая пешка · f3 белый конь · h3 белый король · h2 чёрный конь · h1 белый слон | e7 чёрная ладья · g7 чёрный конь · a5 белый ферзь · f5 белый конь · f4 чёрный король · d3 белая пешка · f3 белый конь · h3 белый король · h2 чёрный конь · h1 белый слон | e7 чёрная ладья · g7 чёрный конь · a5 белый ферзь · f5 белый конь · f4 чёрный король · d3 белая пешка · f3 белый конь · h3 белый король · h2 чёрный конь · h1 белый слон | e7 чёрная ладья · g7 чёрный конь · a5 белый ферзь · f5 белый конь · f4 чёрный король · d3 белая пешка · f3 белый конь · h3 белый король · h2 чёрный конь · h1 белый слон | e7 чёрная ладья · g7 чёрный конь · a5 белый ферзь · f5 белый конь · f4 чёрный король · d3 белая пешка · f3 белый конь · h3 белый король · h2 чёрный конь · h1 белый слон | e7 чёрная ладья · g7 чёрный конь · a5 белый ферзь · f5 белый конь · f4 чёрный король · d3 белая пешка · f3 белый конь · h3 белый король · h2 чёрный конь · h1 белый слон | 6 |
| 5 | e7 чёрная ладья · g7 чёрный конь · a5 белый ферзь · f5 белый конь · f4 чёрный король · d3 белая пешка · f3 белый конь · h3 белый король · h2 чёрный конь · h1 белый слон | e7 чёрная ладья · g7 чёрный конь · a5 белый ферзь · f5 белый конь · f4 чёрный король · d3 белая пешка · f3 белый конь · h3 белый король · h2 чёрный конь · h1 белый слон | e7 чёрная ладья · g7 чёрный конь · a5 белый ферзь · f5 белый конь · f4 чёрный король · d3 белая пешка · f3 белый конь · h3 белый король · h2 чёрный конь · h1 белый слон | e7 чёрная ладья · g7 чёрный конь · a5 белый ферзь · f5 белый конь · f4 чёрный король · d3 белая пешка · f3 белый конь · h3 белый король · h2 чёрный конь · h1 белый слон | e7 чёрная ладья · g7 чёрный конь · a5 белый ферзь · f5 белый конь · f4 чёрный король · d3 белая пешка · f3 белый конь · h3 белый король · h2 чёрный конь · h1 белый слон | e7 чёрная ладья · g7 чёрный конь · a5 белый ферзь · f5 белый конь · f4 чёрный король · d3 белая пешка · f3 белый конь · h3 белый король · h2 чёрный конь · h1 белый слон | e7 чёрная ладья · g7 чёрный конь · a5 белый ферзь · f5 белый конь · f4 чёрный король · d3 белая пешка · f3 белый конь · h3 белый король · h2 чёрный конь · h1 белый слон | e7 чёрная ладья · g7 чёрный конь · a5 белый ферзь · f5 белый конь · f4 чёрный король · d3 белая пешка · f3 белый конь · h3 белый король · h2 чёрный конь · h1 белый слон | 5 |
| 4 | e7 чёрная ладья · g7 чёрный конь · a5 белый ферзь · f5 белый конь · f4 чёрный король · d3 белая пешка · f3 белый конь · h3 белый король · h2 чёрный конь · h1 белый слон | e7 чёрная ладья · g7 чёрный конь · a5 белый ферзь · f5 белый конь · f4 чёрный король · d3 белая пешка · f3 белый конь · h3 белый король · h2 чёрный конь · h1 белый слон | e7 чёрная ладья · g7 чёрный конь · a5 белый ферзь · f5 белый конь · f4 чёрный король · d3 белая пешка · f3 белый конь · h3 белый король · h2 чёрный конь · h1 белый слон | e7 чёрная ладья · g7 чёрный конь · a5 белый ферзь · f5 белый конь · f4 чёрный король · d3 белая пешка · f3 белый конь · h3 белый король · h2 чёрный конь · h1 белый слон | e7 чёрная ладья · g7 чёрный конь · a5 белый ферзь · f5 белый конь · f4 чёрный король · d3 белая пешка · f3 белый конь · h3 белый король · h2 чёрный конь · h1 белый слон | e7 чёрная ладья · g7 чёрный конь · a5 белый ферзь · f5 белый конь · f4 чёрный король · d3 белая пешка · f3 белый конь · h3 белый король · h2 чёрный конь · h1 белый слон | e7 чёрная ладья · g7 чёрный конь · a5 белый ферзь · f5 белый конь · f4 чёрный король · d3 белая пешка · f3 белый конь · h3 белый король · h2 чёрный конь · h1 белый слон | e7 чёрная ладья · g7 чёрный конь · a5 белый ферзь · f5 белый конь · f4 чёрный король · d3 белая пешка · f3 белый конь · h3 белый король · h2 чёрный конь · h1 белый слон | 4 |
| 3 | e7 чёрная ладья · g7 чёрный конь · a5 белый ферзь · f5 белый конь · f4 чёрный король · d3 белая пешка · f3 белый конь · h3 белый король · h2 чёрный конь · h1 белый слон | e7 чёрная ладья · g7 чёрный конь · a5 белый ферзь · f5 белый конь · f4 чёрный король · d3 белая пешка · f3 белый конь · h3 белый король · h2 чёрный конь · h1 белый слон | e7 чёрная ладья · g7 чёрный конь · a5 белый ферзь · f5 белый конь · f4 чёрный король · d3 белая пешка · f3 белый конь · h3 белый король · h2 чёрный конь · h1 белый слон | e7 чёрная ладья · g7 чёрный конь · a5 белый ферзь · f5 белый конь · f4 чёрный король · d3 белая пешка · f3 белый конь · h3 белый король · h2 чёрный конь · h1 белый слон | e7 чёрная ладья · g7 чёрный конь · a5 белый ферзь · f5 белый конь · f4 чёрный король · d3 белая пешка · f3 белый конь · h3 белый король · h2 чёрный конь · h1 белый слон | e7 чёрная ладья · g7 чёрный конь · a5 белый ферзь · f5 белый конь · f4 чёрный король · d3 белая пешка · f3 белый конь · h3 белый король · h2 чёрный конь · h1 белый слон | e7 чёрная ладья · g7 чёрный конь · a5 белый ферзь · f5 белый конь · f4 чёрный король · d3 белая пешка · f3 белый конь · h3 белый король · h2 чёрный конь · h1 белый слон | e7 чёрная ладья · g7 чёрный конь · a5 белый ферзь · f5 белый конь · f4 чёрный король · d3 белая пешка · f3 белый конь · h3 белый король · h2 чёрный конь · h1 белый слон | 3 |
| 2 | e7 чёрная ладья · g7 чёрный конь · a5 белый ферзь · f5 белый конь · f4 чёрный король · d3 белая пешка · f3 белый конь · h3 белый король · h2 чёрный конь · h1 белый слон | e7 чёрная ладья · g7 чёрный конь · a5 белый ферзь · f5 белый конь · f4 чёрный король · d3 белая пешка · f3 белый конь · h3 белый король · h2 чёрный конь · h1 белый слон | e7 чёрная ладья · g7 чёрный конь · a5 белый ферзь · f5 белый конь · f4 чёрный король · d3 белая пешка · f3 белый конь · h3 белый король · h2 чёрный конь · h1 белый слон | e7 чёрная ладья · g7 чёрный конь · a5 белый ферзь · f5 белый конь · f4 чёрный король · d3 белая пешка · f3 белый конь · h3 белый король · h2 чёрный конь · h1 белый слон | e7 чёрная ладья · g7 чёрный конь · a5 белый ферзь · f5 белый конь · f4 чёрный король · d3 белая пешка · f3 белый конь · h3 белый король · h2 чёрный конь · h1 белый слон | e7 чёрная ладья · g7 чёрный конь · a5 белый ферзь · f5 белый конь · f4 чёрный король · d3 белая пешка · f3 белый конь · h3 белый король · h2 чёрный конь · h1 белый слон | e7 чёрная ладья · g7 чёрный конь · a5 белый ферзь · f5 белый конь · f4 чёрный король · d3 белая пешка · f3 белый конь · h3 белый король · h2 чёрный конь · h1 белый слон | e7 чёрная ладья · g7 чёрный конь · a5 белый ферзь · f5 белый конь · f4 чёрный король · d3 белая пешка · f3 белый конь · h3 белый король · h2 чёрный конь · h1 белый слон | 2 |
| 1 | e7 чёрная ладья · g7 чёрный конь · a5 белый ферзь · f5 белый конь · f4 чёрный король · d3 белая пешка · f3 белый конь · h3 белый король · h2 чёрный конь · h1 белый слон | e7 чёрная ладья · g7 чёрный конь · a5 белый ферзь · f5 белый конь · f4 чёрный король · d3 белая пешка · f3 белый конь · h3 белый король · h2 чёрный конь · h1 белый слон | e7 чёрная ладья · g7 чёрный конь · a5 белый ферзь · f5 белый конь · f4 чёрный король · d3 белая пешка · f3 белый конь · h3 белый король · h2 чёрный конь · h1 белый слон | e7 чёрная ладья · g7 чёрный конь · a5 белый ферзь · f5 белый конь · f4 чёрный король · d3 белая пешка · f3 белый конь · h3 белый король · h2 чёрный конь · h1 белый слон | e7 чёрная ладья · g7 чёрный конь · a5 белый ферзь · f5 белый конь · f4 чёрный король · d3 белая пешка · f3 белый конь · h3 белый король · h2 чёрный конь · h1 белый слон | e7 чёрная ладья · g7 чёрный конь · a5 белый ферзь · f5 белый конь · f4 чёрный король · d3 белая пешка · f3 белый конь · h3 белый король · h2 чёрный конь · h1 белый слон | e7 чёрная ладья · g7 чёрный конь · a5 белый ферзь · f5 белый конь · f4 чёрный король · d3 белая пешка · f3 белый конь · h3 белый король · h2 чёрный конь · h1 белый слон | e7 чёрная ладья · g7 чёрный конь · a5 белый ферзь · f5 белый конь · f4 чёрный король · d3 белая пешка · f3 белый конь · h3 белый король · h2 чёрный конь · h1 белый слон | 1 |
|   | a | b | c | d | e | f | g | h |   |

Решение:

1.Ke3! (угроза 2.Фg5#)

1...K:f3 2.Kg2#

1...Kf5 2.Kd5#

В двух главных вариантах представлено так называемое «сложное блокирование»: белые перекрывают линию действия своей фигуры, пользуясь тем, что чёрная фигура заняла (заблокировала) поле рядом со своим королём.
В двух дополнительных вариантах играет белый ферзь:

1...Kp:e3 2.Фd2#

1...Ke6 2.Фе5#
Технический вариант:

1...Ле5 2.Ф:е5#